# Prokrustes

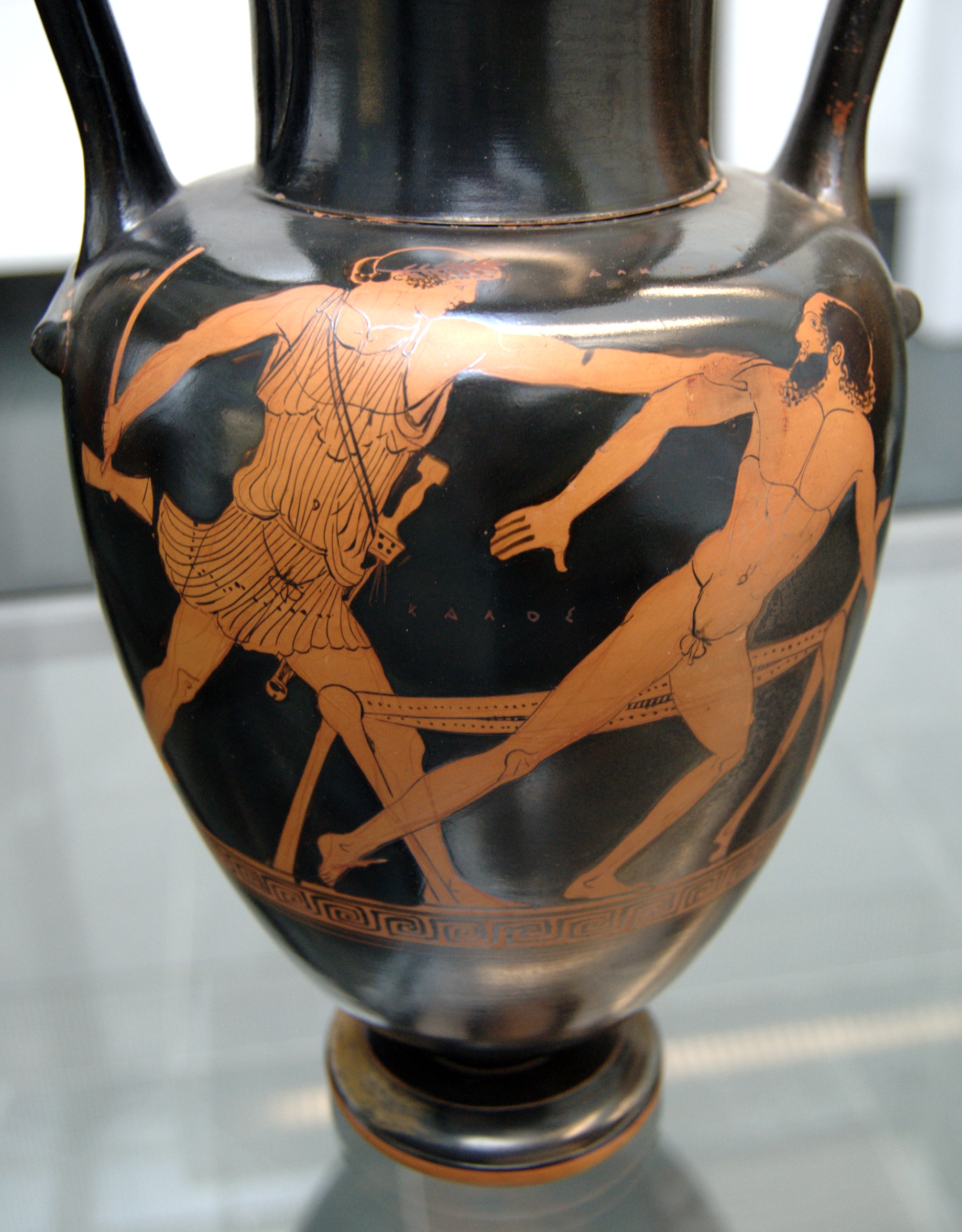
Theseus och Prokrustes. Attisk rödfigurig amfora, 470–460 f.Kr.

Prokrustes (grekiska Προκρούστης), också kallad Prokostas och Damastes (av grekiska Δαμαστής, "betvingare") var i grekisk mytologi en rövare som levde i Attika. Han var känd för sitt tortyrinstrument – en säng som han använde till att stympa och förvrida sina gäster till dess de passade in i sängen. Han dödades till slut av hjälten Theseus.
Prokrustes var en bandit och torterare, som torterade människor utifrån deras längd i förhållande till hans säng – kallad prokrustessäng eller prokrustesbädd. Om de var för långa högg han av deras ben, och om de var för korta sträckte han dem. Han blev till slut offer för sina egna metoder då Theseus fångat honom i Eleusis.
Att "lägga någon (eller något) i prokrustessäng" innebär således att denne någon eller något omformas, med våld, till det som "ägaren" av prokrustessängen (läs: makten) vill. Förfarandet kan alltså syfta till såväl en psykisk som en biologiskt-fysiologisk eller fysionomisk omstöpning.
Begreppet kan även användas inom vetenskaplig forskning. En tes får inte bli en "sanningens prokrustessäng" och gå emot de empiriska resultaten. 